# Pycnoscelus femapterus
Pycnoscelus femapterus är en kackerlacksart som beskrevs av Roth, L. M. 1998. Pycnoscelus femapterus ingår i släktet Pycnoscelus och familjen jättekackerlackor. Inga underarter finns listade i Catalogue of Life.